# Phoebe Snow (álbum)
Phoebe Snow es el primer álbum de estudio de la cantautora estadounidense del mismo nombre. Fue publicado en junio de 1974 a través del sello Shelter Records.

## Recepción de la crítica
Un escritor no especificado de la revista Cash Box declaró: “Phoebe Snow da un paso adelante con un brillante LP debut de Shelter que presenta a la excelente guitarrista y cantante acústica interpretando música poderosa”.

## Lista de canciones
Todas las canciones escritas y compuestas por Phoebe Snow, excepto donde esta anotado.
Lado uno
1. «Let the Good Times Roll» (Sam Cooke) – 2:40
2. «Harpo's Blues» – 4:22
3. «Poetry Man» – 4:36
4. «Either or Both» – 3:52
5. «San Francisco Bay Blues» (Jesse Fuller) – 3:29

Lado dos
1. «I Don't Want the Night to End» – 3:55
2. «Take Your Children Home» – 4:16
3. «It Must Be Sunday» – 5:50
4. «No Show Tonight» – 2:57

## Créditos y personal
Créditos adaptados desde las notas de álbum de Phoebe Snow.
Músicos
- Phoebe Snow – voz principal, guitarra acústica
- Steve Burgh – guitarra eléctrica (1, 6, 9)
- Hugh McDonald – bajo eléctrico (1, 6, 9)
- Steve Mosley – batería (1, 2, 6, 9), percusión (8)
- The Persuasions – coros (1)
- Chuck Domanico – bajo acústico (2, 3, 7, 8)
- Teddy Wilson – piano (2)
- Ralph MacDonald – percusión (2, 3, 7)
- Zoot Sims – saxofón tenor (2, 3, 8)
- Margaret Ross – arpa (2, 3, 7)
- Bob James – órgano (2, 3, 6–8)
- David Bromberg – guitarra rítmica y acústica, dobro (4)
- Chuck Israels – bajo acústico (5)
- Dave Mason – guitarra eléctrica (9)

Personal técnico
- Dino Airali – productor
- Phil Ramone – coproductor, ingeniero de audio, mezclas
- Glenn Berger – ingeniero asistente
- Bob Schaper – ingeniero de audio
- Ed Caraeff – fotografía

## Posicionamiento

### Gráfica semanal
| Gráfica (1974–75)                         | Pico de posición |
| ----------------------------------------- | ---------------- |
| Australia (Kent Music Report)             | 48               |
| Canadá (RPM Top Albums)                   | 13               |
| Estados Unidos (Billboard Top LPs & Tape) | 4                |

### Gráfica de fin de año
| Gráfica (1975)                            | Pico de posición |
| ----------------------------------------- | ---------------- |
| Canadá (RPM Top Albums)                   | 87               |
| Estados Unidos (Billboard Top LPs & Tape) | 5                |

## Certificaciones y ventas
| País                                                     | Certificación | Ventas   |
| -------------------------------------------------------- | ------------- | -------- |
| Estados Unidos (RIAA)                                    | Oro           | 500 000* |
| *cifras de ventas basadas únicamente en la certificación |               |          |